# Мужчине живётся трудно. Фильм 31: Путешествие, женщина и Торадзиро
«Мужчине живётся трудно. Фильм 31: Путешествие, женщина и Торадзиро» (яп. 男はつらいよ　旅と女と寅次郎, отоко ва цурай ё таби то онна то торадзиро; англ. Tora-san's Song of Love (Tora-san 31) — японская комедия режиссёра Ёдзи Ямады, вышедшая на экраны в 1983 году. 31-й фильм популярного в Японии киносериала о комичных злоключениях незадачливого чудака Торадзиро Курума, или по-простому Тора-сана. По результатам проката фильм посмотрели 1 млн. 511 тыс. японских зрителей. 

## Сюжет
Торадзиро Курума (Тора-сан), странствующий торговец вразнос возвращается домой после долгого отсутствия. Дом его находится в старом токийском районе Сибамата при магазине традиционных японских сладостей, которым владеют его родные тётя и дядя. Во время своего приезда он сразу же узнаёт от Хироси (мужа его сестры Сакуры) о том, что тот из-за своей занятости не сможет присутствовать на школьных спортивных состязаниях сына, чтобы поддержать его, а в случае победы и порадоваться за отпрыска. Без дальнейших церемоний Тора-сан с радостью соглашается пойти на школьные соревнования вместо отца. Однако его племянник, шестиклассник Мицуо отнюдь не в восторге от дядиной инициативы. Зная чудаковатость своего дяди, Мицуо предполагает, что Тора-сан опять выкинет что-нибудь экстраординарное и подросток заранее представляет себе перспективу насмешек со стороны школьных товарищей и учителей. Преданная сестра Тора-сана Сакура, а также дядя и тётя деликатно пытаются отговорить его от задуманной идеи, но как всегда некстати появившийся в этот момент босс Хироси Умэтаро по кличке «Осьминог» говорит нечто лишнее, дело чуть не доходит до драки и обиженный на всех Тора-сан хлопает дверью и подаётся странствовать дальше. 
Тора-сан прибывает в Ниигату, чтобы дальше продолжить путешествие на небольшом судне к малонаселённому острову Садо. На корабле его попутчицей становится молодая красивая женщина, тронутая его милой общительностью и непосредственным чувством юмора. Оказывается, эта женщина — очень популярная певица в жанре энка, суперзвезда по имени Харуми Кё, путешествующая инкогнито (её роль играет Харуми Мияко, сама знаменитая исполнительница энка). Она внезапно сбежала от своих музыкантов и менеджеров за несколько часов до большого концерта, оставив только записку в своём гостиничном номере, в которой просила их не искать её. Во время совместной выпивки Тора-сан кажется начинает припоминать, что где-то он её уже видел, но ему никак не удаётся вспомнить. В его затуманенном мозгу всплывает догадка, что он видел её «в театре Гифу… Разве ты не продавала там попкорн?» А вот старая хозяйка гостиницы, в которой они остановились, сразу узнала её, хотя и ни разу не подала вида, что знает кто она такая. Впоследствии сюжет фильма повторяет основную фабулу популярной голливудской киноленты «Римские каникулы» (1953), включая горько-сладкий финал, или по крайней мере его вариацию. Знаменитая звезда в конце концов возвращается к своей гламурной жизни, но не раньше, чем удивит всех в Сибамате, где появится для того чтобы вручить Тора-сану билет на её последний концерт.

## В ролях
- Киёси Ацуми — Торадзиро Курума (или Тора-сан)
- Тиэко Байсё — Сакура, сестра Торадзиро
- Харуми Мияко — Харуми Кё, певица
- Тиэко Накакита — Хисако
- Такуя Фудзиока — Китамура
- Масами Симодзё — Рюдзо Курума, дядя Тора-сана
- Тиэко Мисаки — Цунэ Курума, тётя Тора-сана
- Гин Маэда — Хироси, муж Сакуры
- Хисао Дадзай — Умэтаро, босс Хироси
- Хидэтака Ёсиока — Мицуо Сува, сын Сакуры и Хироси, племянник Тора-сана
- Тисю Рю — Годзэн-сама, священник
- Гадзиро Сато — Гэнко
- Таниэ Китабаяси — старуха, хозяйка гостиницы

## Премьеры
- — национальная премьера фильма состоялась 6 августа 1983 года в Токио[1].
- — премьерный показ в США с 20 января 1984 года[3].